# Monumento alla battaglia di Montecassino (Varsavia)
Il monumento alla battaglia di Montecassino (in polacco: Pomnik Bitwy o Monte Cassino w Warszawie) è un memoriale situato nel quartiere centrale di Śródmieście a Varsavia, capitale della Polonia Alto 12 metri, il monumento si trova all'incorocio del viale dedicato al generale Władysław Anders e i cancelli dei Giardini Krasiński Gardens, vicino al museo archeologico nazionale nell'Arsenale di Varsavia.

## Storia

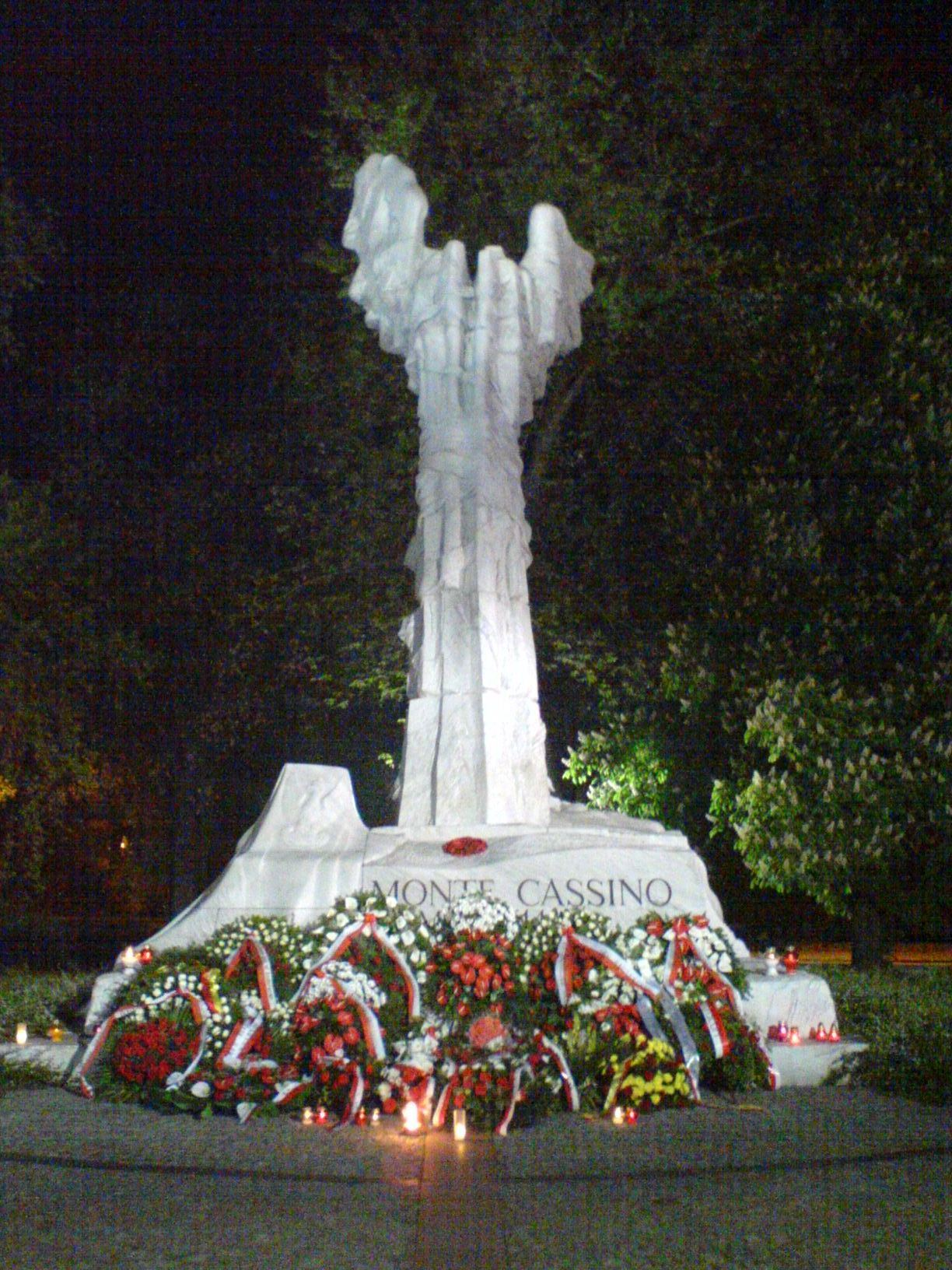
Il monumento di notte

Nel dicembre 1994 il Comitato sociale per la costruzione del monumento della battaglia di Montecassino a Varsavia ha scelto la posizione attuale del monumento. Nel giugno 1995, l'Ordine degli architetti polacchi (Stowarzyszenie Architektów Polskich) annunciò un concorso per un monumento commemorativo del contributo polacco alla battaglia di Montecassino. Il monumento fu finanziato dai contributi dei veterani del 2º Corpo d'Armata Polacco (che il 18 maggio 1944 conquistò la vetta di Monte Cassino) e dalle sovvenzioni di altre numerose istituzioni.
Il monumento è stato inaugurato il 30 maggio 1999, con il velo scoperto da Irena Anders, vedova del generale Władysław Anders (comandante del 2º Corpo polacco), accompagnata dalla guardia d'onore dell'esercito polacco, durante la cerimonia che ha commemorato il 55º anniversario della battaglia. Durante la cerimonia, il Presidente della Polonia venne rappresentato da Ryszard Kalisz, capo della Cancelleria presidenziale.

## Descrizione
Il monumento è stato progettato dallo scultore Kazimierz Gustaw Zemla e dall'architetto Wojciech Zabłocki. È realizzato in cemento armato ricoperto di marmo bianco di Carrara e pesa 220 tonnellate. Per stabilizzare il terreno sotto la colonna da 70 tonnellate, che è l'elemento più alto della composizione, sono stati scavati sei metri di fondazione nel terreno.
La statua rappresenta una Nike (vittoria) senza testa con ferite e segni di combattimento, legata ad una colonna alta 12 metri. All'interno della base del monumento si può vedere la collina di Montecassino coperta da un sudario, la figura della Vergine Maria ed elmetti sparsi. Sul piedistallo, alto due metri, è incisa la Croce commemorativa di Monte Cassino, gli emblemi delle cinque unità militari polacche che presero parte alla battaglia, un'aquila polacca e un'urna contenente le ceneri degli eroi.

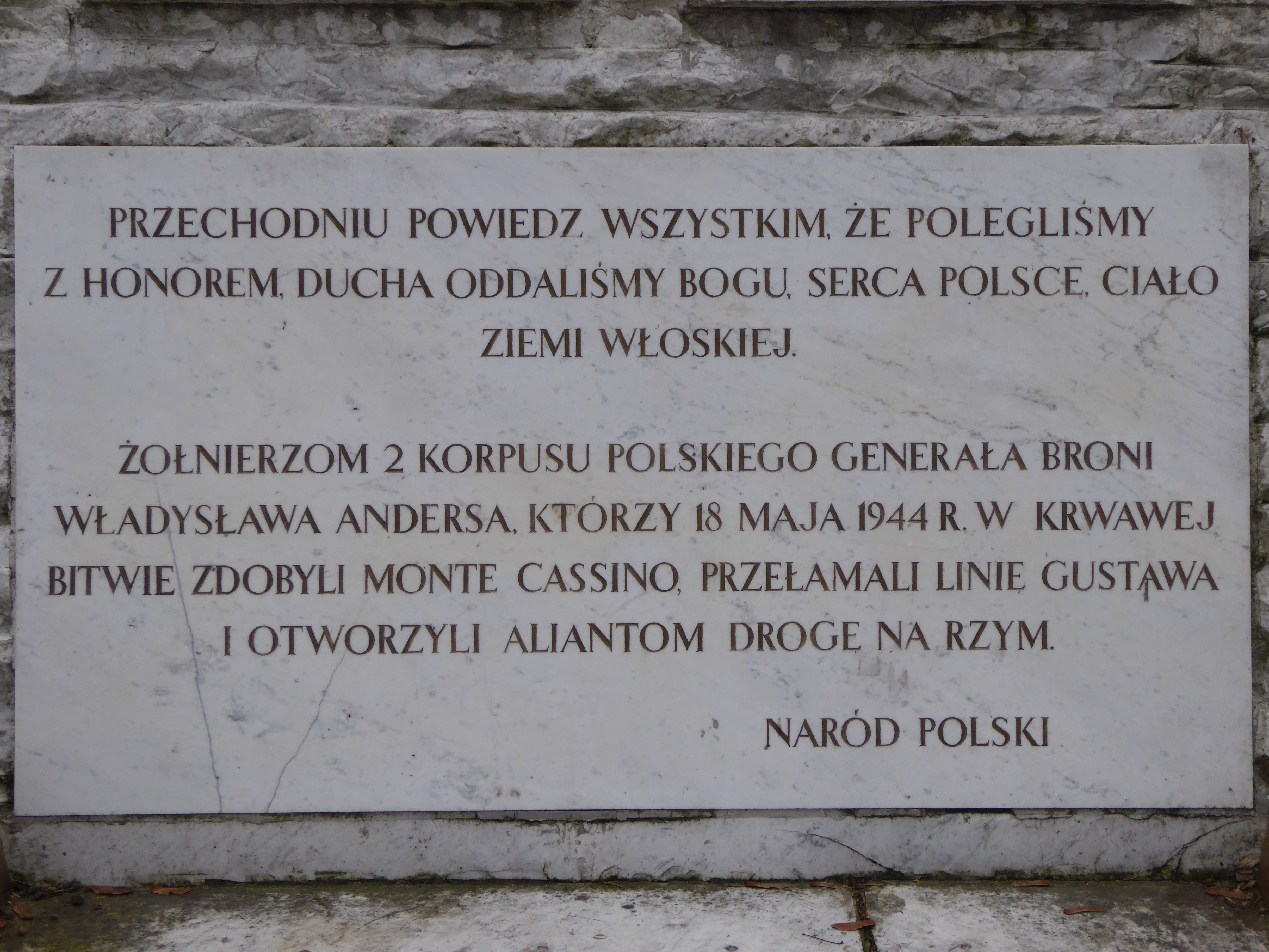
Dedica del monumento

Sul retro del monumento è presente la seguente iscrizione di dedica:
Żołnierzom 2 Korpusu Polskiego generała broni Władysława Andersa, którzy 18 maja 1944 r. w krwawej bitwie zdobyli Monte Cassino, przełamali Linię Gustawa i otworzyli aliantom drogę na Rzym. 
Naród polski.»
Soldati del 2° Corpo polacco del generale Władysław Anders, che il 18 maggio 1944 in una sanguinosa battaglia, conquistò Monte Cassino, ruppe la Linea Gustav e aprì la strada per gli Alleati verso Roma. 
La Nazione polacca»
Nei pressi del monumento sono altresì presenti due piccoli memoriali: il primo è una lapide con l'immagine del generale Władysław Anders e il secondo è un "monumento di gratitudine" per il popolo della Persia (ora Iran) che nel 1942 allcose generosamente oltre 120.000 rifugiati polacchi in fuga dall'Unione Sovietica insieme all'esercito di Anders.

## Galleria d'immagini

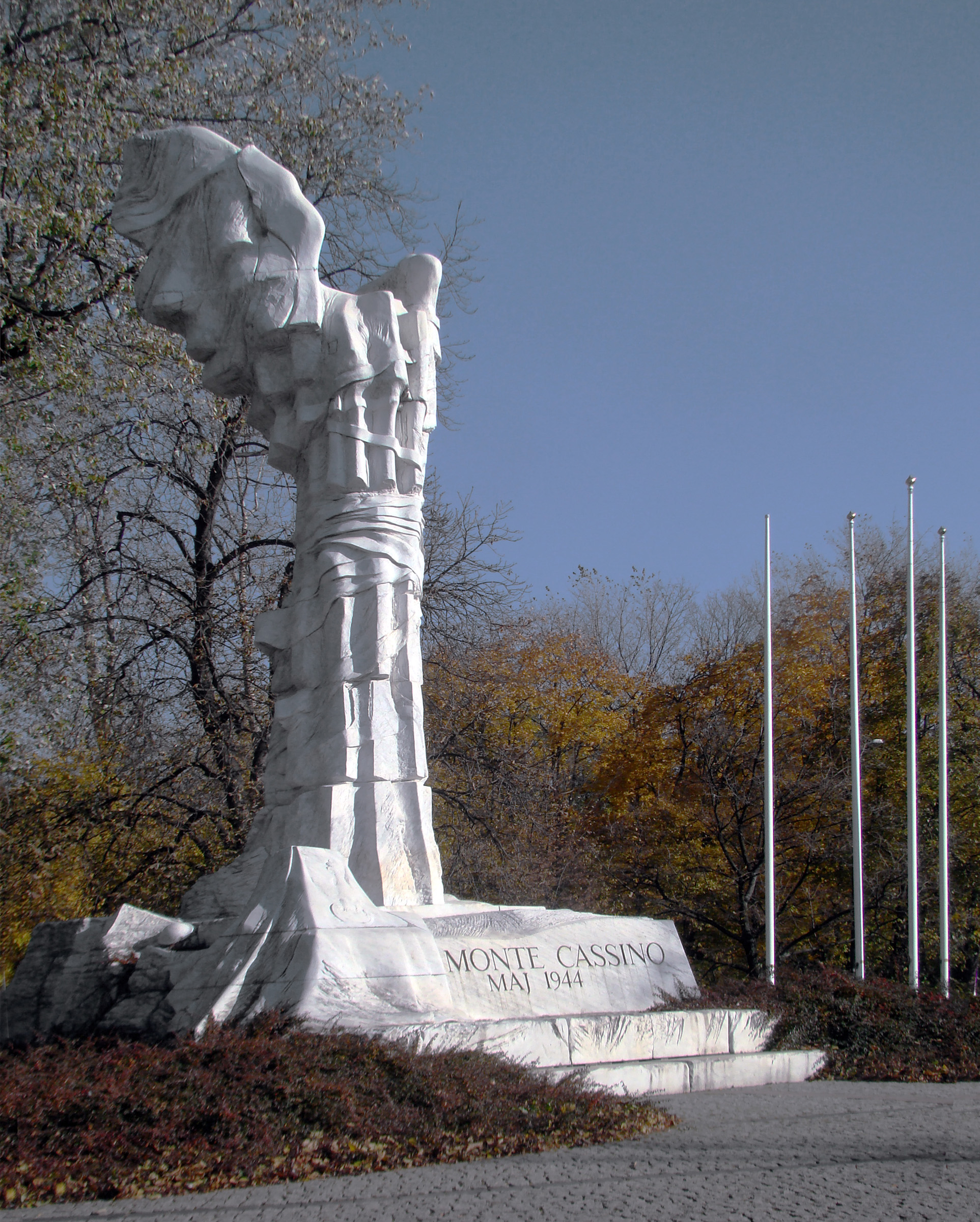
Vista laterale
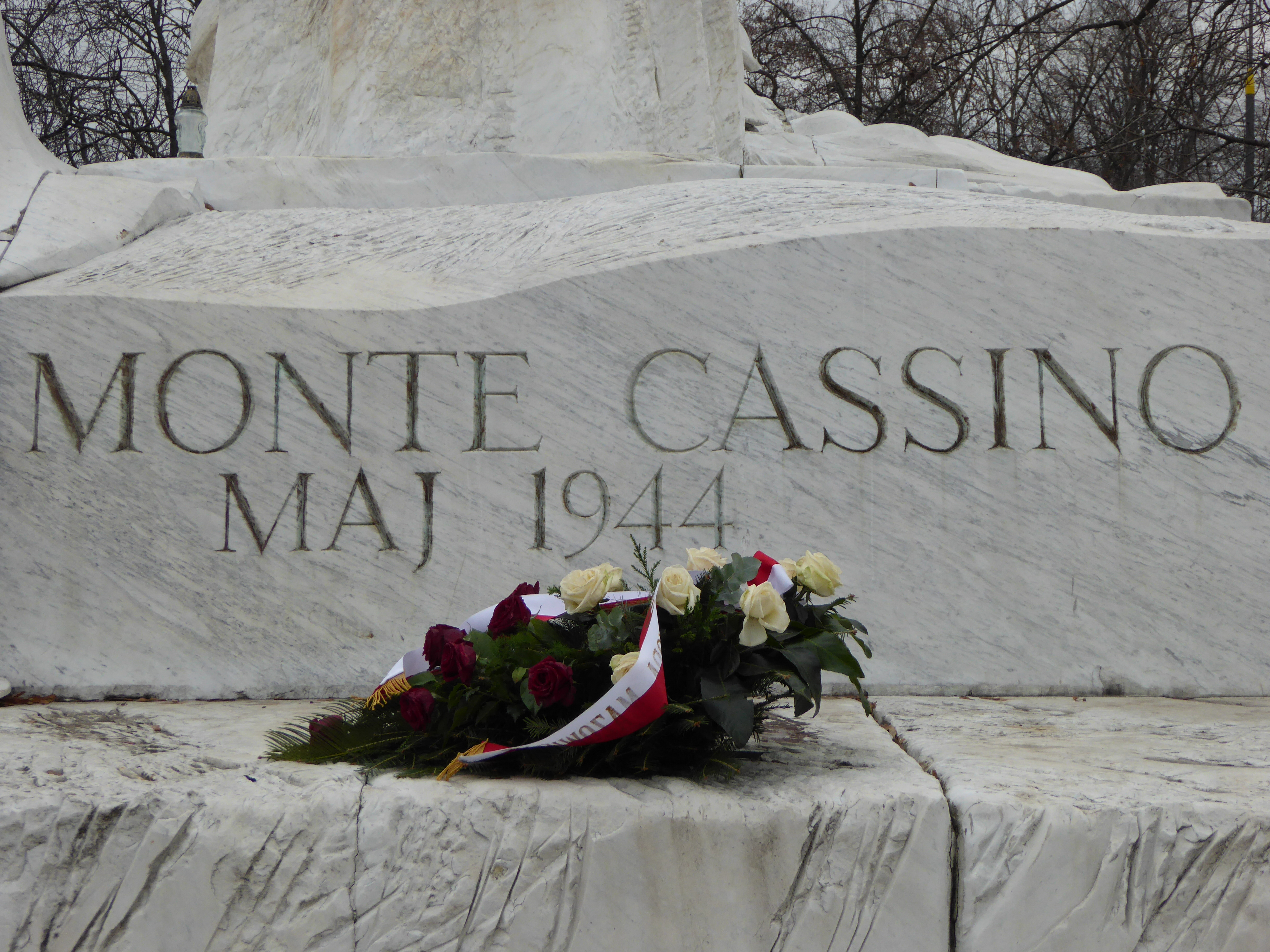
Iscrizione frontale
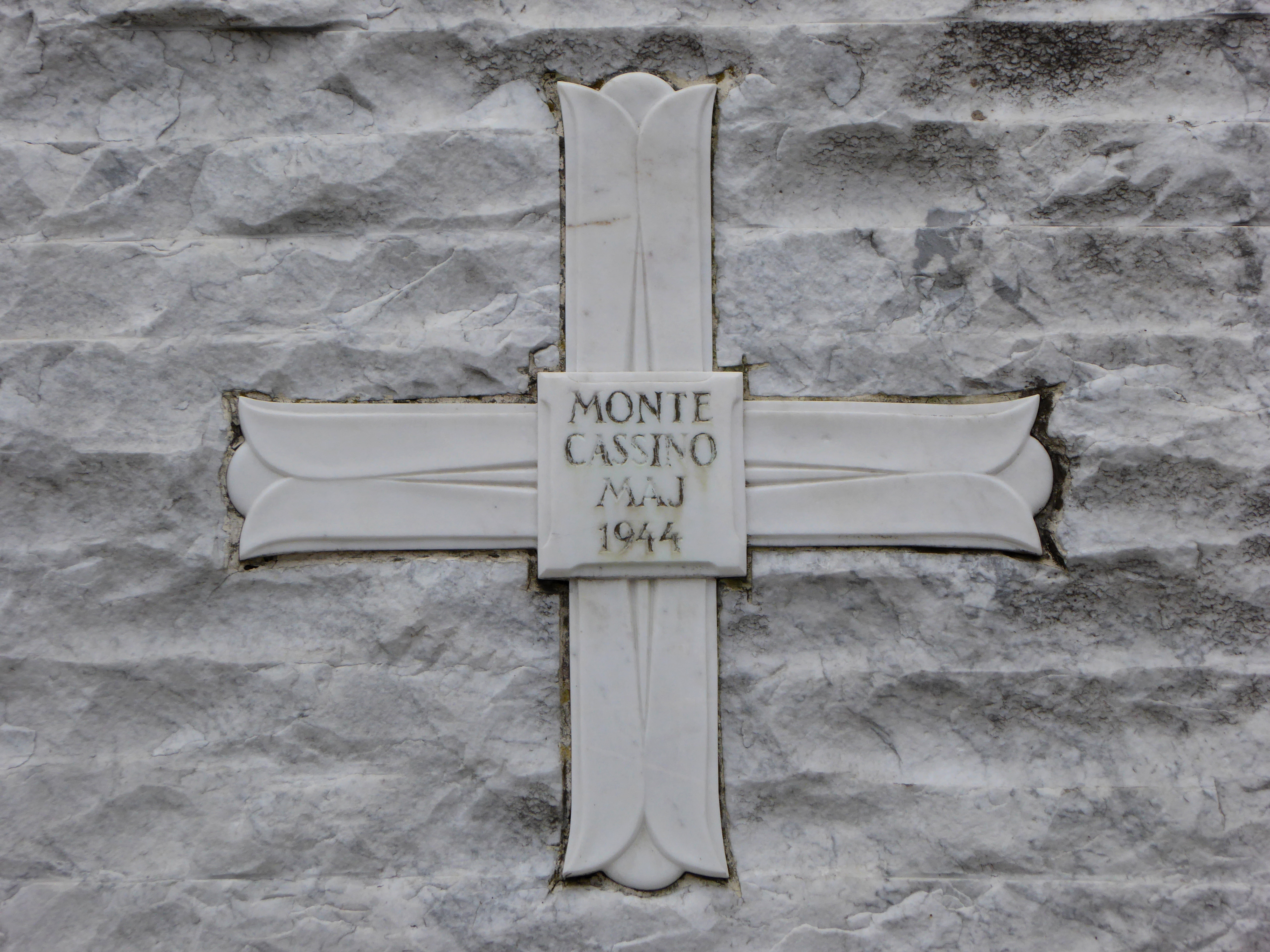
Croce commemorativa di Monte Cassino
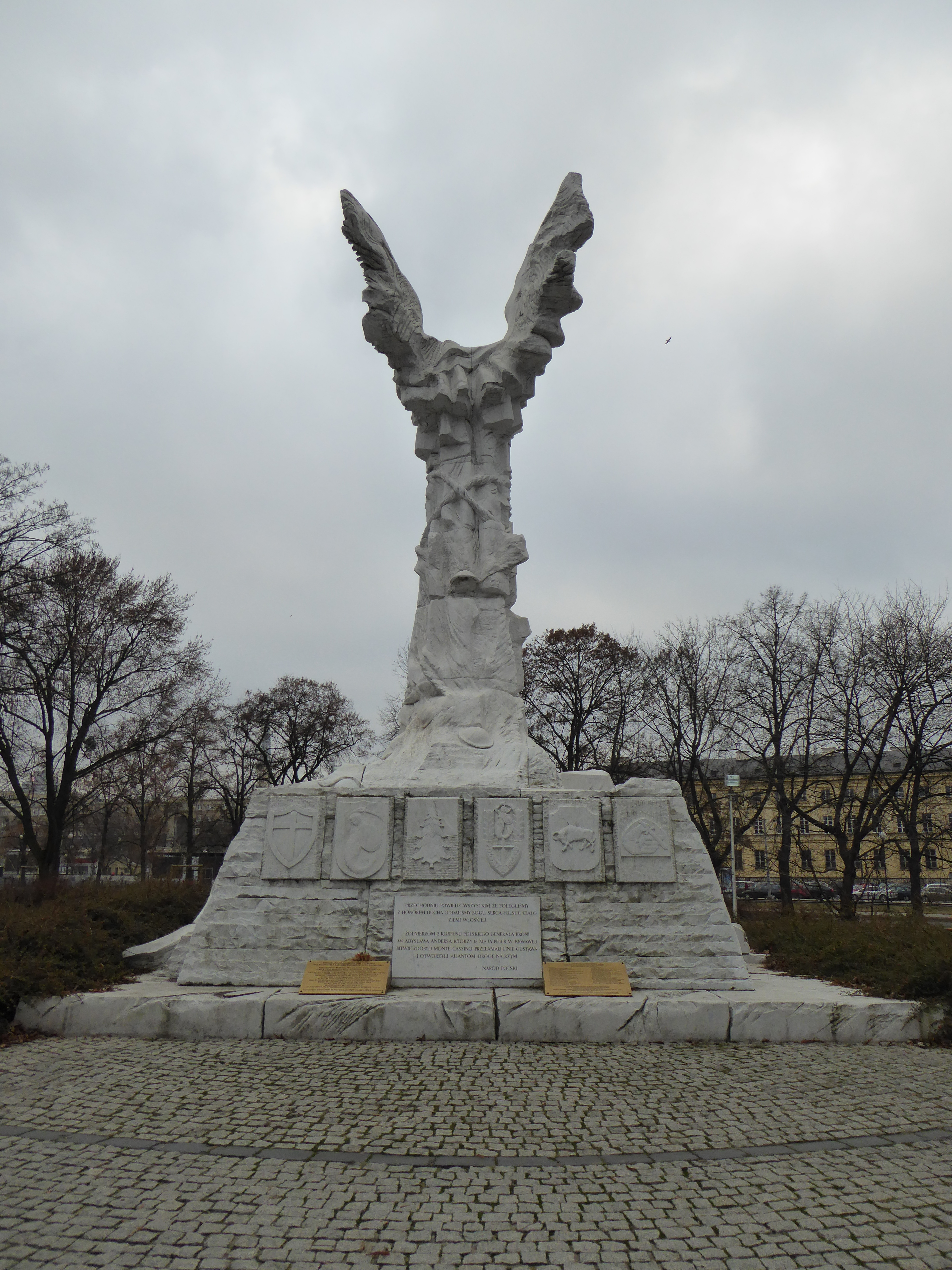
Retro
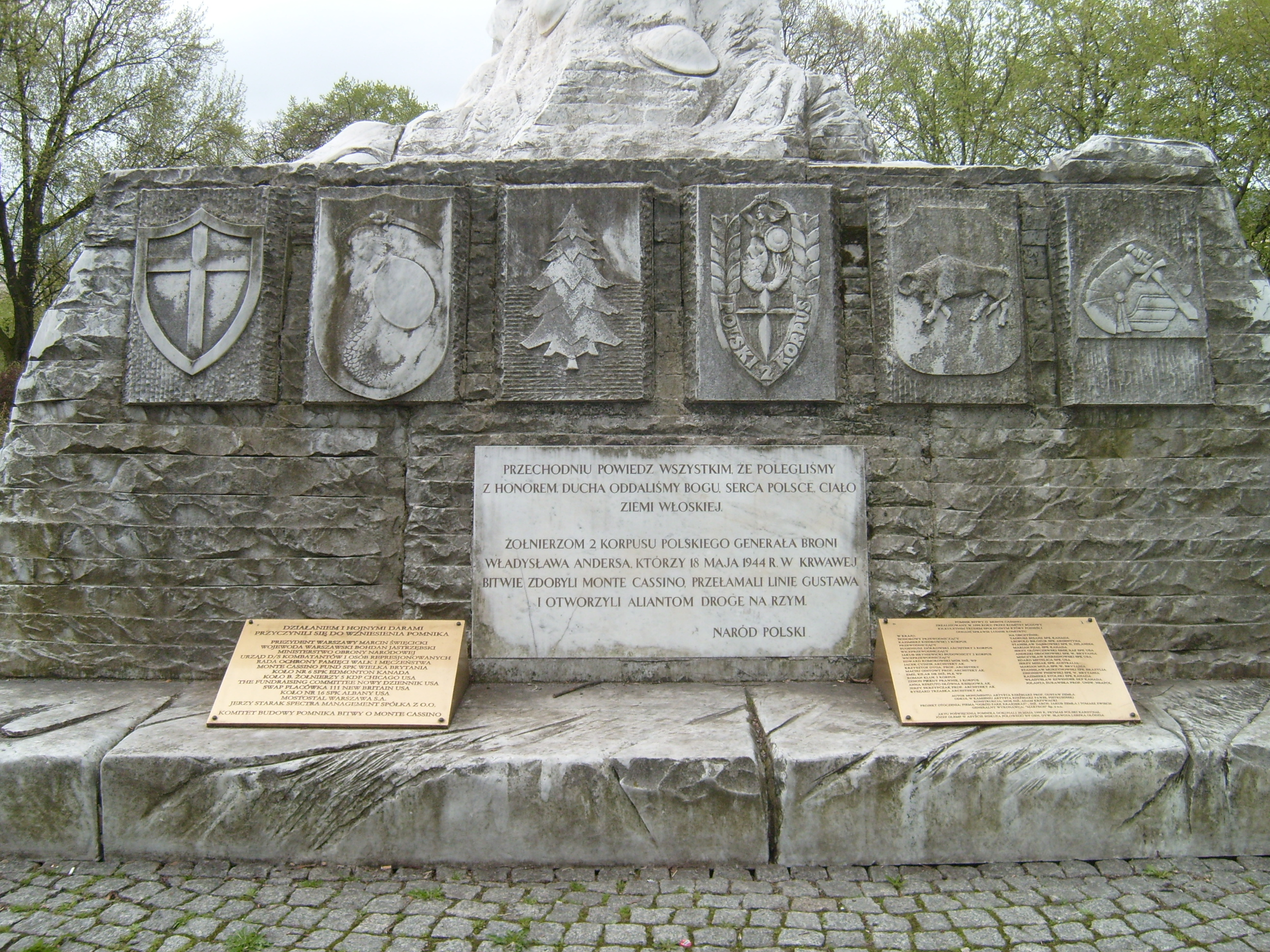
Retro (dettaglio)
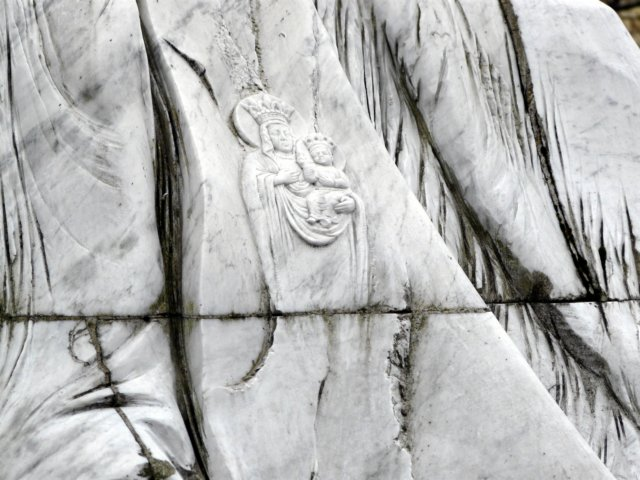
Immagine della Vergine Maria
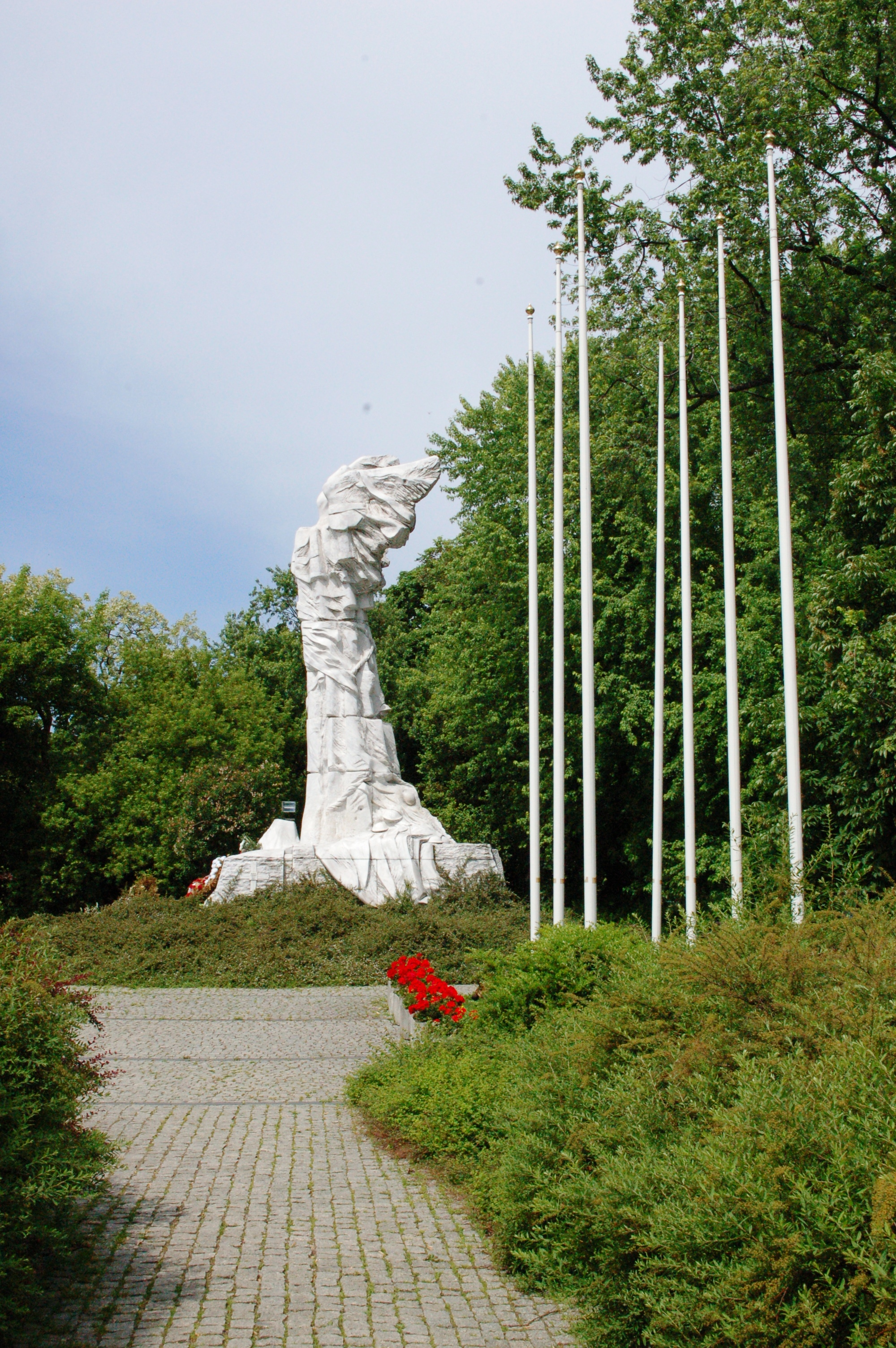
Vista laterale
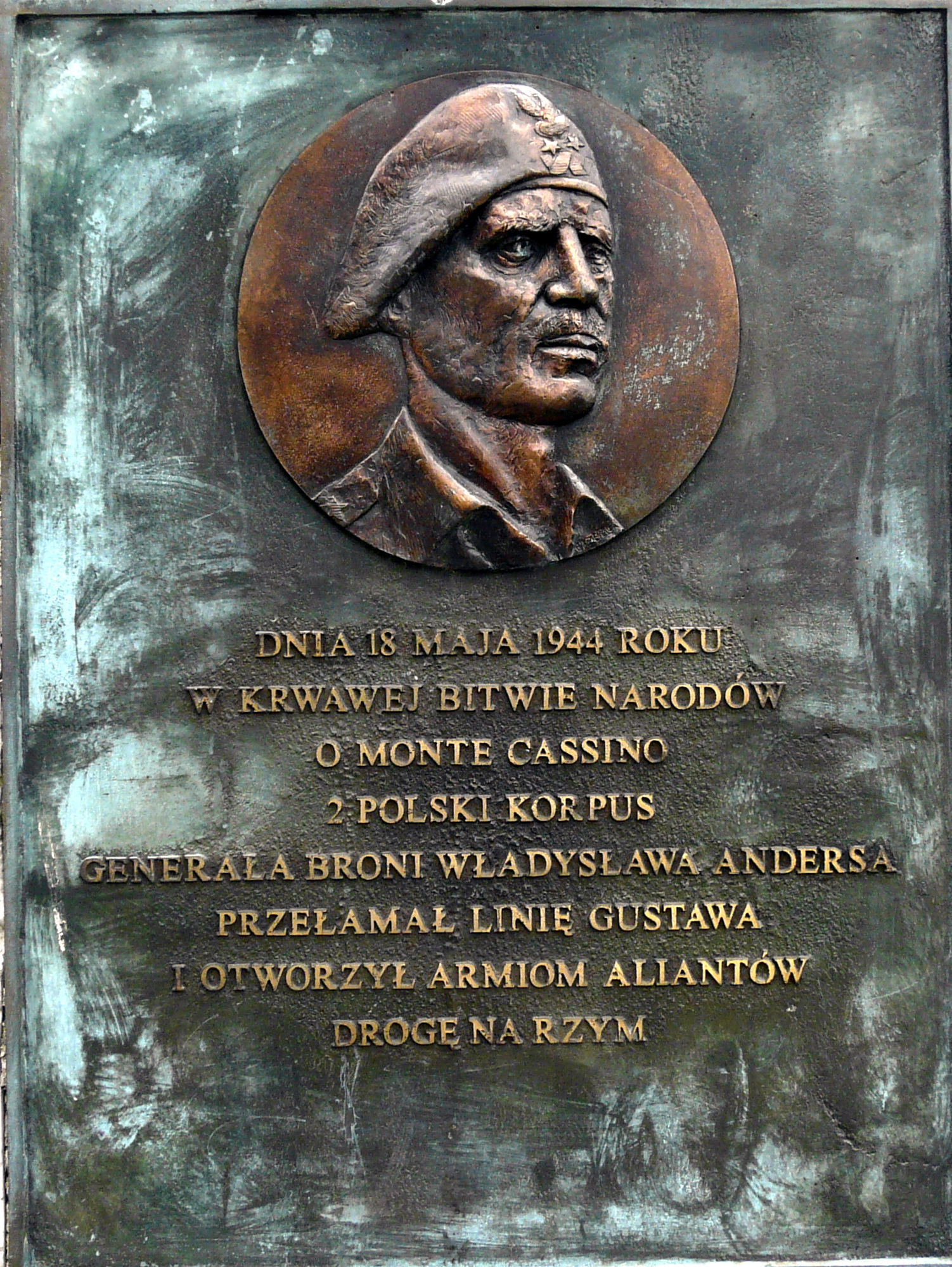
Lapide al generale Anders
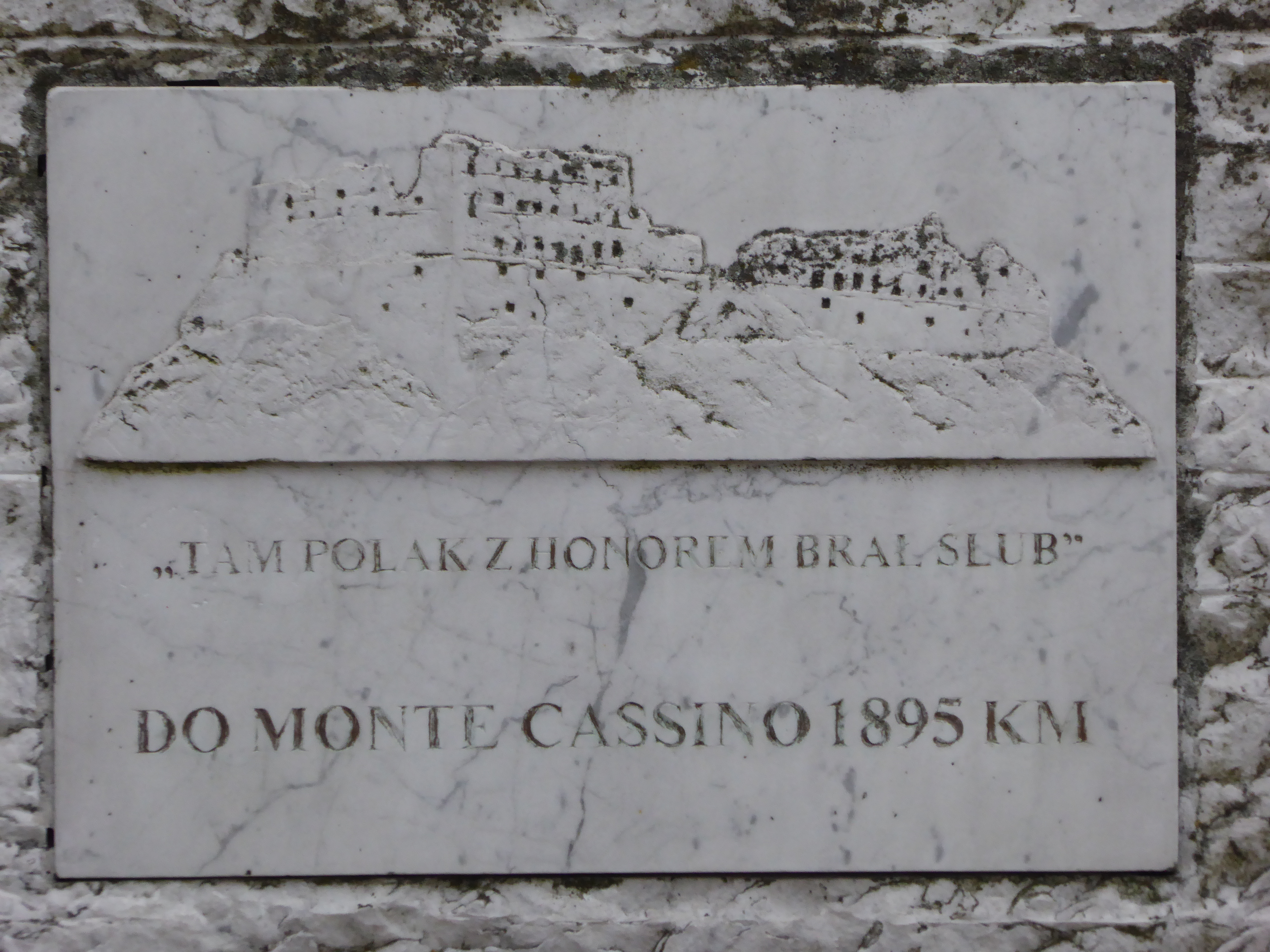
Close up of the smaller memorial (back)
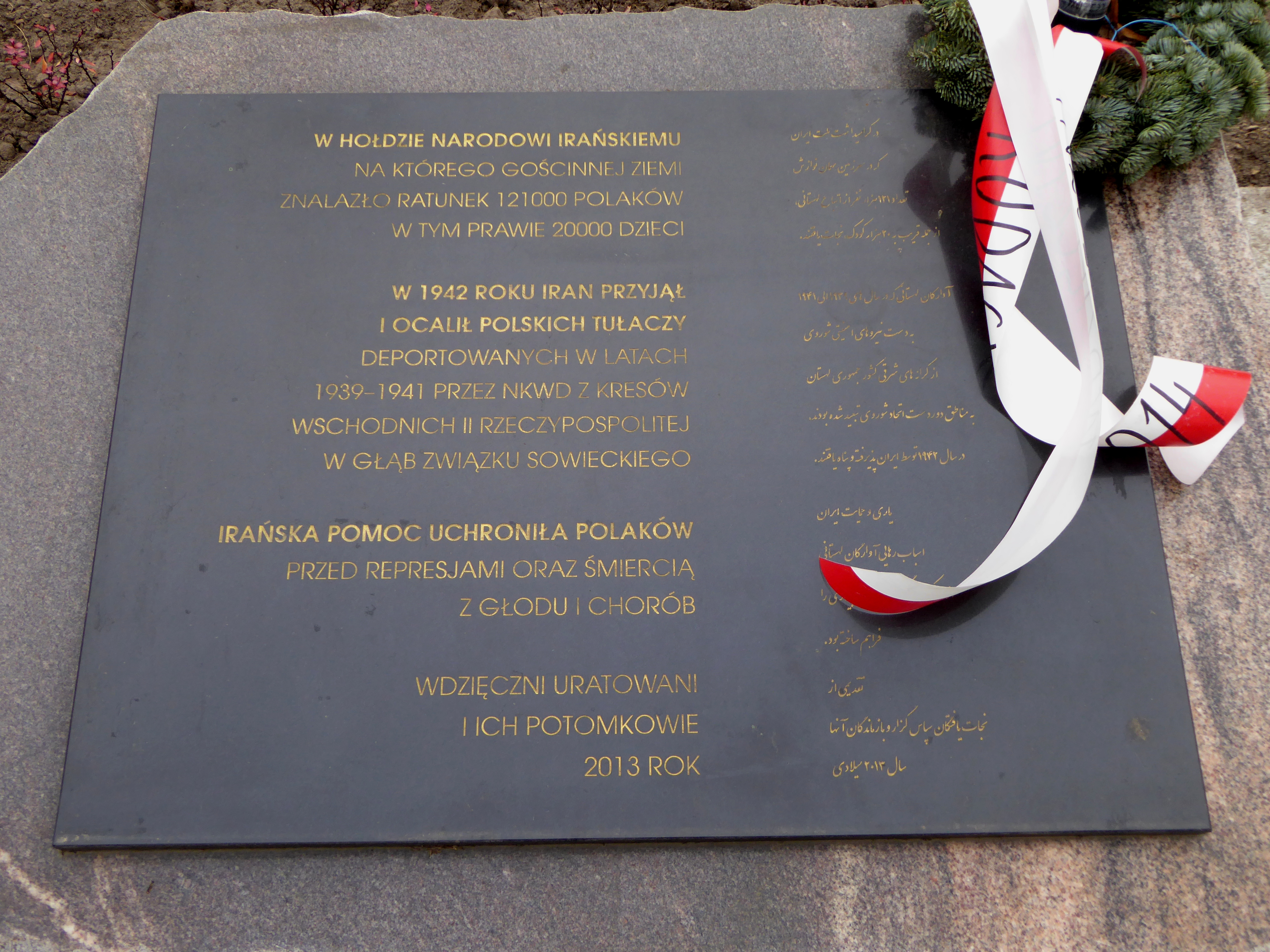
Lapide di gratitudine al popolo iraniano